# 훗사촌
훗사촌(福生村)은 도쿄부의 서부 니시타마군에 속했고, 1940년까지 존재했던 촌이다.

## 역사
- 1868년 6월 - 전촌이 시나가와현이 되었다.
- 1871년 11월 - 가나가와현 다마군이 되었다.
- 1878년 7월 - 군구정촌 편제법이 제정되어, 11월에 니시타마군의 관할권이 되었다.
- 1893년 4월 - 도쿄부 가나가와현 사이에 경계변경법에 수반해 도쿄부에 이관되었다.
- 1940년 11월 10일 -2촌이 합병, 정으로 승격해 도쿄부 니시타마군 훗사정이 되었다.